# Клатова Нова Вес
Клатова Нова Вес (словац. Klátova Nová Ves) — село, громада округу Партизанське, Тренчинський край. Кадастрова площа громади — 35.04 км².
Населення 1665 осіб (станом на 31 грудня 2020 року).

## Історія
Клатова Нова Вес згадується 1293 року.

## Населення
| Рік:            | 1994. | 2004.   | 2014.   | 2024.   |
| --------------- | ----- | ------- | ------- | ------- |
| Кількість осіб: | 1578  | 1571    | 1618    | 1596    |
| Різниця:        |       | -0,44 % | +2,99 % | -1,35 % |

| Рік:            | 2023. | 2024.   |
| --------------- | ----- | ------- |
| Кількість осіб: | 1589  | 1596    |
| Різниця:        |       | +0,44 % |